# Maurice-Yves Sandoz
Maurice-Yves Sandoz (auch Maurice Sandoz; * 2. April 1892 in Basel; † 5. Juni 1958 in Lausanne) war ein Schweizer Schriftsteller. Er gilt als der bedeutendste Schweizer Erzähler der Phantastik. Er wird gelegentlich zum Surrealismus gerechnet.

## Leben
Sandoz war ein Sohn von Edouard Sandoz, dem Begründer der Basler Sandoz-Werke, und Bruder des Bildhauers Édouard-Marcel Sandoz. Überdies war er der Enkel des berühmten Chirurgen Matthias Mayer und Neffe des Malers Emile-François David. Diese Abstammung erklärt vielleicht die wissenschaftlich-künstlerische Doppelbegabung des Autors, dem wir neben belletristischen Werken auch Arbeiten über die Spektroskopie und die Zusammensetzung der Farbstoffe verdanken. Er arbeitete, wiewohl durch den gewaltigen Reichtum seiner Familie im Grunde der Erwerbsarbeit nicht bedürftig, zunächst als Chemiker und Komponist. Eine durch seine Forschungen hervorgerufene Augenkrankheit zwang ihn zur Aufgabe seiner Laufbahn als Wissenschaftler, gestattete ihm jedoch, die zuvor nur hobbymässig betriebene literarische Tätigkeit in den Vordergrund seines Schaffens zu stellen. Der permanent die ganze Welt bereisende Sandoz hatte seinen überwiegenden Wohnsitz in Rom. 1958 beging er Suizid.

## Werk
Nachdem das von Ronald Firbank inspirierte Debütwerk Le jeune auteur et le perroquet (1920) eher mässigen Beifall gefunden hatte, veröffentlichte er 1937 die Souvenirs fantastiques et nouveaux souvenirs (dt. Seltsame Erinnerungen). Kennzeichen seiner Erzähltechnik ist, dass die „natürliche“ Erklärung, die die scheinbar übernatürlichen Phänomene am Ende einer Erzählung rational begreifbar macht, letztlich noch viel unglaublicher ist als die Annahme geisterhafter Mächte (hierin nähert sich Sandoz dem 'explained supernatural' einer Ann Radcliffe) – die Realität erweist sich als phantastischer als jede Phantasie. Jede Erzählung nimmt die Form einer fiktionalen Privaterinnerung des Autors an, entweder an eigene Erlebnisse oder an Berichte aus zweiter Hand. 
Zentral ist auch der Topos des Geisterhauses, der in den Romanen Le labyrinthe (Das Labyrinth, 1949) und La maison sans fenêtres (Das Haus ohne Fenster, 1943) variiert und mit dem Motiv des hedonistisch-dekadenten Dandys verbunden wird (nicht zuletzt auch eine kritische Auseinandersetzung mit dem eigenen Lebensstil). Contes suisses (Schweizer Erzählungen, 1956) ist eine Anthologie älterer und neuerer Geschichten.
Sandoz bemühte sich auch als Dramatiker: 1928 erschien eine Neubearbeitung des Stücks The Curse of the Wraydons (Der Fluch der Wraydons) von W. G. Willis, die als Grundlage für einen gleichnamigen Film im Jahr 1946 diente. Das Stück bietet eine Variante der Mythologie um Spring Heeled Jack.
Sandoz’ Bücher erschienen zunächst in sehr kleinen, exklusiven Auflagen, jedoch in hochluxuriöser Ausstattung; er liess sie von Künstlern wie Fabius von Gugel oder Salvador Dalí aufwendig illustrieren. Dalí, den Sandoz in den 1940er Jahren in New York kennenlernte, bebilderte z. B. Bücher wie Souvenirs fantastiques, La Maison sans fenêtres, Le labyrinthe und La Limite (Am Rande, 1951). Bis heute bleibt Sandoz’ Werk selbst vielen Literaturwissenschaftlern weitgehend unbekannt. Erst in den letzten Jahren wurden einige seiner Erzählungen neu herausgegeben.

## Werke (Auswahl)
Einzelausgaben
- Erzählungen und Novellen („Contes et nouvelles)“. 1934.
- Seltsame Erinnerungen („Souvenirs fantastiques et “). 1936.
- Neues Erinnern („Nouveaux souvenirs“). 1938.
- Das Haus ohne Fenster. Erzählung („La maison sans fenêtres“). Morgarten Verlag, Zürich 1948 (übersetzt von N. O. Scarpi).
- Das Labyrinth („Le labyrinthe“). Dumont Verlag, Köln 1991, ISBN 3-7701-2738-2.
- Drei merkwürdige Geschichten („Trois histoires bizarres“). 1939.
- Am Rande. Erzählungen („La limite“). Diogenes Verlag, Zürich 1964.
- Schweizer Erzählungen 1955.
- Der magische Kristall („La salière de cristal. Souvenirs“). Zürich 1950 (erweiterte Neuauflage Paris 1952).

Werkausgabe
- Der Friedhof von Skutari. Unheimliche Erzählungen. Limmat-Verlag, Zürich 1992, ISBN 3-85791-195-6 (Inhalt: Am Rande, Seltsame Erinnerungen, Neues Erinnern, Erzählungen und Novellen, Drei merkwürdige Geschichten und Schweizer Erzählungen).